# Фикатар (Тимиш)
Фикатар (рум. Ficătar) насеље је у Румунији у округу Тимиш у општини Раковица. Oпштина се налази на надморској висини од 103 m.

## Прошлост
Аустијски царски ревизор Ерлер је 1774. године констатовао да место припада округу и дистрикту Лугож. Становништво је било претежно влашко. Кад је 1797. године пописан православни клир ту су била два свештеника. Парох поп Јанош Вукан (1777) и капелан поп Марко Георгијевић (1789) служили су се само са румунским језиком.

## Становништво
Према подацима из 2002. године у насељу је живело 454 становника.

### Попис2002.
| Расподела становништва по националности 2002.‍ | Расподела становништва по националности 2002.‍ | Расподела становништва по националности 2002.‍ | Расподела становништва по националности 2002.‍ | Расподела становништва по националности 2002.‍ |
| --------------------------------------------- | --------------------------------------------- | --------------------------------------------- | --------------------------------------------- | --------------------------------------------- |
|                                               |                                               |                                               |                                               |                                               |
| Румуни                                        | Румуни                                        |                                               | 433                                           | 95,8%                                         |
| Роми                                          | Роми                                          |                                               | 5                                             | 1,1%                                          |
| Украјинци                                     | Украјинци                                     |                                               | 14                                            | 3,1%                                          |